# Melochia hassleriana
Melochia hassleriana är en malvaväxtart som beskrevs av Chod.. Melochia hassleriana ingår i släktet Melochia och familjen malvaväxter. Inga underarter finns listade i Catalogue of Life.